# Reyes Estévez
Pour les articles homonymes, voir Estévez.

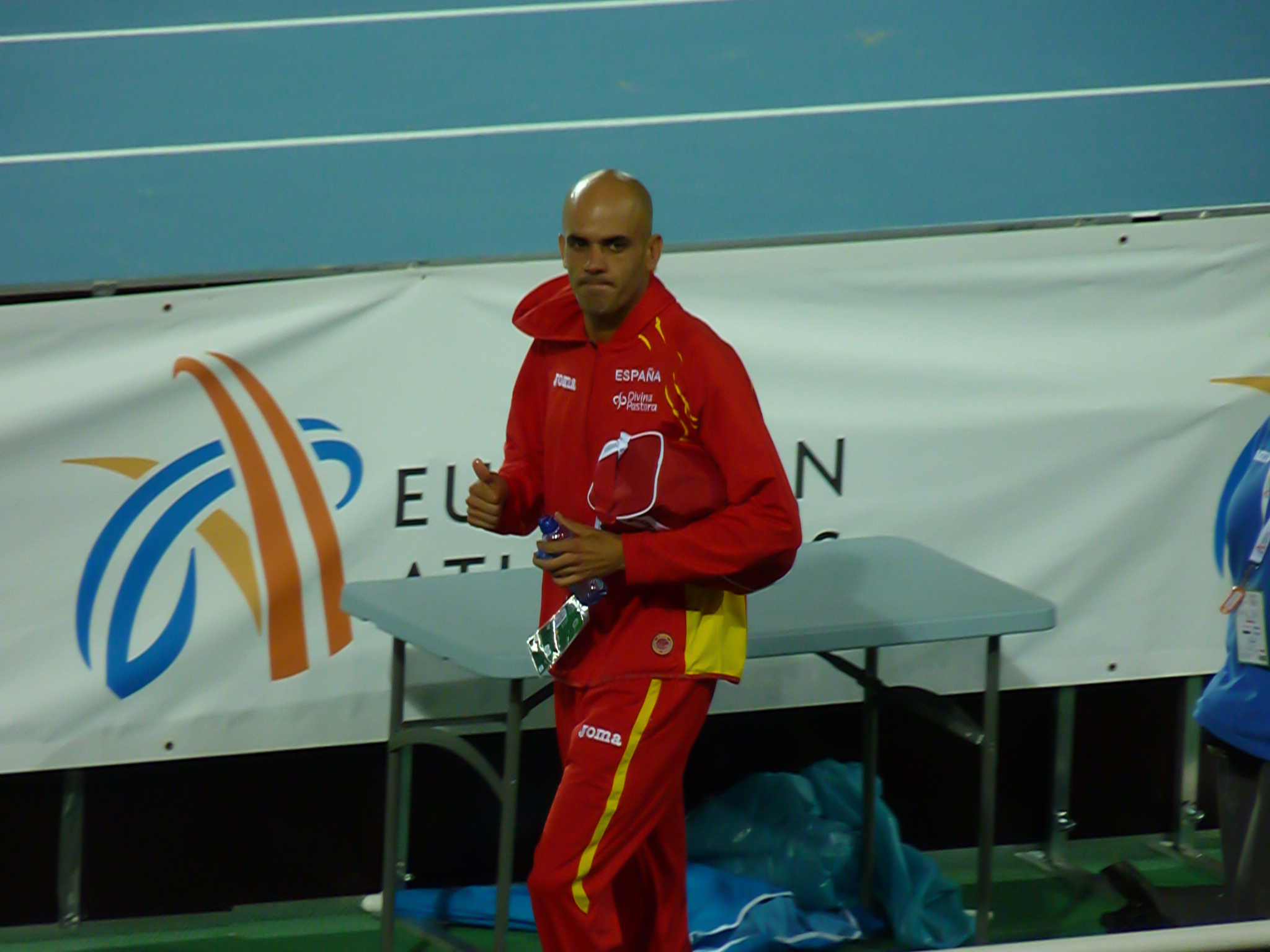
Reyes Estévez en 2010

Reyes Estévez López, né le 2 août 1976 à Cornellà de Llobregat, est un athlète espagnol, évoluant sur la distance du 1 500 mètres.

## Biographie
Après une belle carrière en juniors, au cours de laquelle il remporte deux titres de champion d'Europe junior du 1 500 mètres (1993 et 1995) et établit en 3 min 35 s 51 le record d'Europe junior de la spécialité, Reyes Estévez obtient deux médailles de bronze aux championnats du monde (1997 et 1999).
En 1998 à Budapest, il est vainqueur du 1 500 m des championnats d'Europe devant Rui Silva et son compatriote Fermín Cacho. Quatre ans plus tard à Munich, il doit s'incliner face au Français Mehdi Baala, les deux hommes terminant dans le même centième de seconde. En 2010 il termine encore quatrième à Barcelone.

## Palmarès

### Jeux olympiques
- Jeux olympiques de 2004 à Athènes :
  - 7e du 1 500 m

### Championnats du monde d'athlétisme
- Championnats du monde de 1997 à Athènes :
  -  Médaille de bronze du 1 500 m
- Championnats du monde de 1999 à Séville :
  -  Médaille de bronze du 1 500 m
- Championnats du monde de 2001 à Edmonton :
  - 5e du 1 500 m
- Championnats du monde de 2003 à Paris :
  - 6e du 1 500 m
- Championnats du monde de 2005 à Helsinki :
  - 11e du 1 500 m

### Championnats d'Europe d'athlétisme
- Championnats d'Europe de 1998 à Budapest :
  -  Médaille d'or du 1 500 m
- Championnats d'Europe de 2002 à Munich :
  -  Médaille d'argent du 1 500 m
- Championnats d'Europe de 2010 à Barcelone :
  - 4e du 1 500 m

### Championnats du monde d'athlétisme en salle
- Championnats du monde en salle 2001 à Lisbonne
  -  Médaille d'argent

### Championnats d'Europe d'athlétisme en salle
- Championnats d'Europe en salle 2005 à Madrid
  -  Médaille de bronze sur 1 500 mètres
  -  Médaille de bronze sur 3 000 mètres